# Asterina ceropegiae
Asterina ceropegiae är en svampart som beskrevs av Hosag., H. Biju & Manojk. 2006. Asterina ceropegiae ingår i släktet Asterina och familjen Asterinaceae.   Inga underarter finns listade i Catalogue of Life.